# Gabapentine
Gabapentine is een geneesmiddel uit de groep van anti-epileptica. Het is een molecuul met een chemische structuur die lijkt op die van de neurotransmitter gamma-aminoboterzuur (GABA).
Gabapentine werd in 1977 geoctrooieerd door Gödecke AG in Duitsland en door Warner-Lambert (later overgenomen door Pfizer) in de Verenigde Staten. Het werd voor het eerst toegelaten in de Verenigde Staten in 1994 en kwam in 1999 internationaal op de markt. De merknaam van Pfizer is Neurontin. Er zijn nu ook generieke versies van het middel verkrijgbaar.

## Indicaties
Het wordt voorgeschreven:
- voor de behandeling van epilepsie wordt gabapentine meestal slechts gebruikt als andere eerste-keusmiddelen onvoldoende werken of te veel bijwerkingen geven;
- tegen zenuwpijnen (neuropathische pijn en neurogene pijn), postherpetische neuralgie (pijn na gordelroos) en fantoompijn.
- postoperatieve pijn[3]
- in hoge dosis ook tegen essentiële tremor.[4]

Gabapentine lijkt niet te werken tegen fibromyalgie en chronische lage rugpijn.

## Werkingsmechanisme
Het exacte werkingsmechanisme van gabapentine is niet bekend. De stof is chemisch verwant aan GABA, maar werkt niet op dezelfde receptoren als GABA.
Gabapentine is dus geen GABA-agonist in de strikte zin van het woord.
Gabapentine moduleert de werking van glutamate decarboxylase (GAD) en branched chain aminotransferase (BCAT), twee enzymen die de GABA-huishouding regelen. Gabapentine verhoogt de aanmaak van GABA en de niet-synaptische GABA-neurotransmissie in vitro.
Gabapentine bindt ook aan calciumkanalen, NMDA-receptoren, proteïnekinase-C, en inflammatoire cytokines.

## Bijwerkingen
Zeer vaak (> 10%): slaperigheid, duizeligheid, ataxie, virale infectie, vermoeidheid, koorts.
Vaak (1-10%): longontsteking, luchtweginfectie, (urineweg)infectie en middenoorontsteking alleen bij kinderen; met name bij kinderen agressief gedrag en hyperkinesie; vermoeidheid, verwarring, angst, depressie, gewichtstoename, anorexia, toename eetlust, amnesie, hoofdpijn, slapeloosheid, tremor, dysartrie, nystagmus, paresthesie, convulsies, veranderde reflexen, diplopie, amblyopie, hoge bloeddruk, vasodilatatie, hoesten, maag-darmklachten, gingivitis, huiduitslag, jeuk, artralgie, asthenie, influenzasyndroom, spier- en rugpijn, spierschokken, gezichtsoedeem, erectiestoornis, leukopenie, purpura, letsels.
Soms (0,1-1%): hypokinesie, bewegingsafwijkingen waaronder choreoathetosis, dyskinesie, dystonie; allergische reacties, hyperglykemie (met name bij diabetici), agitatie, geestelijke aftakeling, hartkloppingen, slikstoornis, (perifeer) oedeem, stijging leverfunctiewaarden en bilirubine, vallen.
Zelden (< 0,1%): palpitaties, hypoglykemie (met name bij diabetici), bewustzijnsverlies, ademhalingsdepressie.
Verder is gemeld: tinnitus, pancreatitis, hepatitis, geelzucht, trombocytopenie, overgevoeligheidssyndroom, anafylaxie, hyponatriëmie, hallucinaties, angio-oedeem, erythema multiforme, Stevens-Johnsonsyndroom, alopecia, toxicodermie met eosinofilie en systemische verschijnselen (DRESS), rabdomyolyse, myoclonus, acuut nierfalen, urine-incontinentie, hypertrofie van de borsten, gynaecomastie, seksuele disfunctie (incl. veranderingen in libido, ejaculatiestoornissen, anorgasmie) onthoudingsverschijnselen (angst, slapeloosheid, misselijkheid, pijn en transpireren), pijn op de borst; verhoogde creatinekinasespiegel in het bloed; bij patiënten die hemodialyse ondergaan myopathie met verhoogde creatinekinasespiegel. Plotseling overlijden is gemeld zonder een oorzakelijk verband met gabapentine.